# Охолодження газу
Охолодження газу (рос. охлаждение газа; англ. gas cooling; нім. Gasabkühlung f, Gaskühlung f) –зниження температури перекачуваного газу на газових збірних пунктах і компресорних станціях магістральних газопроводів підземних сховищ газу, газопереробних заводів. О.г. проводять між ступенями стискування компресорних агрегатів і на виході із компресорної станції. Багатоступінчасті холодильники для О.г. забезпечують певну т-ру газу на вході в наступний ступінь компримування, масова продуктивність якого буде тим вища, чим нижча т-ра всмоктуваного газу.